# Commerce extérieur de l'Union européenne
Le commerce extérieur de l'Union européenne est l'échange de biens, de services et de capitaux entre l'Union européenne et le reste du monde.

## Politique commerciale européenne
La politique commerciale européenne est une compétence exclusive de l'Union européenne ; un seul négociateur (la Commission) représente l'ensemble des 27 États membres.

### Poids de l'Europe commerciale
- L'Union européenne est le premier ensemble du commerce mondial[1] : 16,4 % des échanges mondiaux de biens et services en 2012, contre 19,6 % en 2004 : 1er exportateur mondial de biens manufacturés (14,7 % des exportations mondiales en 2012) et de services (24,6 % des exportations mondiales en 2012) selon l'OMC[2]. Faible protection douanière : 1,6 % en moyenne.
- Économie ouverte: le taux d’ouverture de la zone euro (total des importations et exportations/PIB)  = 33 % du PIB européen (monde 20 %, Asie 15 %).
- Position maintenue dans les secteurs hightech, érosion modérée dans le milieu et bas de gamme (1995-2004), balance commerciale excédentaire hors énergie.
- Mais recul annoncé du poids de l'UE dans l'économie mondiale (PNB) : de 28 % en 2012 à 18 ou 25 % en 2035 ainsi que dans les échanges : de 16,4 % à 12 % en 2035 selon l'OMC.
- Une économie très intégrée dans les chaines de valeurs mondiales.

Le commerce extérieur de l'UE s'entend hors échanges entre pays européens. Il représente 15 % du commerce mondial de biens, 22,5 % du commerce mondial de services. Les échanges entre pays européens (intra-regional trade) représentent 64 % des échanges totaux de l'UE en 2010.

## Principaux partenaires commerciaux

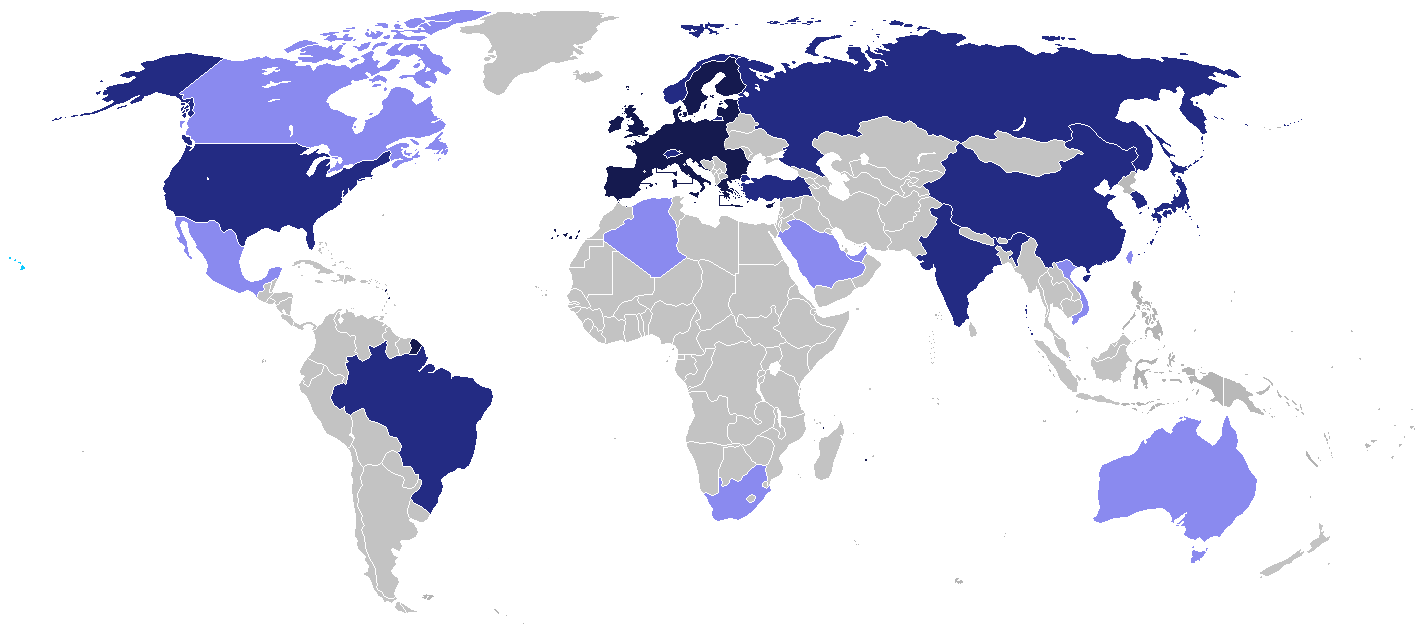
Principaux partenaires commerciaux de l'UE en 2010 :
UE
Top 10
Top 20

En 2014, selon les chiffres de la direction générale chargée du commerce de la Commission européenne, le commerce extracommunautaire de l'UE (hors IDE) était de 3 388 milliards d'euros, avec un excédent de 18 milliards d'euros.
| Rang | Pays                | Exportations | Importations | Commerce total | Balance commerciale |
| ---- | ------------------- | ------------ | ------------ | -------------- | ------------------- |
| -    | Monde               | 1703076      | 1685003      | 3388079        | +18074              |
| 1    | États-Unis          | 311035       | 206127       | 517162         | +104909             |
| 2    | Chine               | 164777       | 302049       | 466826         | -137272             |
| 3    | Russie              | 103315       | 181269       | 284583         | -77954              |
| 4    | Suisse              | 140365       | 96633        | 236998         | +43733              |
| 5    | Norvège             | 50201        | 86792        | 136993         | -36591              |
| 6    | Turquie             | 74639        | 54374        | 129013         | +20265              |
| 7    | Japon               | 53272        | 55211        | 108483         | -1939               |
| 8    | Corée du Sud        | 43196        | 38796        | 81992          | +4400               |
| 9    | Inde                | 35467        | 37120        | 72587          | -1654               |
| 10   | Brésil              | 36965        | 30996        | 67961          | +5970               |
| 11   | Arabie saoudite     | 35143        | 28709        | 63852          | +6433               |
| 12   | Canada              | 31673        | 27421        | 59093          | +4252               |
| 13   | Algérie             | 23390        | 29459        | 52849          | -6070               |
| 14   | Émirats arabes unis | 42756        | 8179         | 50934          | +34577              |
| 15   | Mexique             | 28438        | 17981        | 46419          | +10458              |
| 16   | Hong Kong           | 34683        | 10901        | 45584          | +23781              |
| 17   | Singapour           | 28249        | 16927        | 45176          | +11323              |
| 18   | Afrique du Sud      | 23339        | 18533        | 41872          | +4806               |
| 19   | Taïwan              | 16968        | 23206        | 40174          | -6238               |
| 20   | Nigeria             | 11549        | 28156        | 39706          | -16607              |

| Exportations de l'UE                                                                                                   | Importations de l'UE                                                                                                   |
| --- | --- |
| Pour des raisons techniques, il est temporairement impossible d'afficher le graphique qui aurait dû être présenté ici. | Pour des raisons techniques, il est temporairement impossible d'afficher le graphique qui aurait dû être présenté ici. |
| Sources, 2014: Top Trading Partners 2014                                                                               | |

## Codes des douanes
Les codes des douanes communautaires (puis de l'Union européenne) sont la codification des normes fixant et définissant la législation applicable aux importations et exportations de marchandises entre la CEE (puis l'UE) et les pays tiers.
- Code des douanes communautaire (1992)
- Code des douanes communautaire (2008)
- Code des douanes de l'Union européenne (2013)

## Compléments